# آلین (واشینگتن)
آلین (به انگلیسی: Allyn) یک منطقهٔ مسکونی در ایالات متحده آمریکا است که در واشینگتن واقع شده‌است. آلین ۱٬۹۶۳ نفر جمعیت دارد.